# Carlo Wieth
Carlo Wieth (11 de diciembre de 1885 – 30 de junio de 1943) fue un actor teatral y cinematográfico de nacionalidad danesa, activo principalmente en la época del cine mudo.

## Biografía

### Inicios
Su verdadero nombre era Carl Andersen, y nació en Copenhague, Dinamarca, siendo sus padres Marius Hans Lindegaard Andersen, un juez, y Jacobine Kirstine Wieth Andersen. Cuando inició su carrera artística añadió una "o" a su nombre, Carl, adoptando el apellido de soltera de su madre. Estudió en el Teatro Real de Copenhague desde 1903 a 1905, y debutó como actor teatral en 1905. Fue actor del Teatro Real desde 1905 a 1909, y de nuevo entre 1923 y 1943.
Entre 1907 y 1908, y luego entre 1909 y 1910, estuvo ligado como actor al Dagmar Theatre, desde 1911 a 1922 al Folketeatret, y en 1922 fue un año al Betty Nansen Teatret antes de actuar en giras.

### Carrera en el cine
Wieth debutó en el cine en 1910 actuando para la compañía Kinografen, antes de pasar casi por entero su carrera trabajando para Nordisk Film. En 1911 actuó en la controvertida película dirigida por August Blom Mormonens offer, que demonizaba a la relisión de los Mormones: Su éxito de taquilla incitó una década de cintas de propaganda antimormona en los Estados Unidos.
Entre 1912 y 1914 actuó en unas nueve películas mudas de directores como John Ekman, Mauritz Stiller y Victor Sjöström. De nuevo en Dinamarca, actuó en cintas como el drama de Gunnar Sommerfeldt En Lykkeper (1918) y el de Carl Theodor Dreyer Blade af satans bog (1921). Con esta película dejó el cine mudo para retornar al teatro. No volvería al cine hasta 1935, rodando su primer film sonoro, la producción de Pál Fejös Det gyldne smil, en la cual actuaba Bodil Ipsen. Hizo unas diez películas sonoras antes de fallecer, la última de las cuales fue la comedia romántica de 1943 Vi kunde ha' det saa rart, trabajando con Bodil Kjer.

### Vida personal
Wieth fue miembro del Consejo de las Artes de Dinamarca y del Sindicato Internacional de Actores, además de vicepresidente del Sindicato de Actores Daneses.
Carlo Wieth se casó dos veces. Su primera esposa fue la actriz Clara Pontoppidan, entre 1906 y 1917. Actuaron juntos en varias películas, pero se divorciaron, sin dejar descendencia. Su segunda esposa fue la actriz Agnes Thorberg-Wieth, con la que se casó en 1917. Tuvieron un hijo, el actor Mogens Wieth. El matrimonio permaneció unido hasta la muerte de Wieth. El 30 de junio de 1943, Wieth participaba en una excursión en bicicleta en el bosque de Gribskov, en Dinamarca, cuando cayó víctima de un ataque cardiaco. Tenía 57 años de edad. Fue enterrado en el Cementerio de Vestre, en Copenhague.

## Selección de su filmografía
- 1911 : Mormonens Offer
- 1916 : Danserindens kærlighedsdrøm
- 1917 : Pax æterna
- 1921 : Blade af satans bog
- 1935 : Det gyldne smil
- 1938 : Livet paa Hegnsgaard
- 1938 : Kongen bød
- 1939 : Nordhavets mænd
- 1939 : Skilsmissens børn
- 1939 : Elverhøj
- 1942 : Natekspressen (P. 903)
- 1942 : Tyrannens fald
- 1942 : Vi kunne ha' det så rart